# Tamka

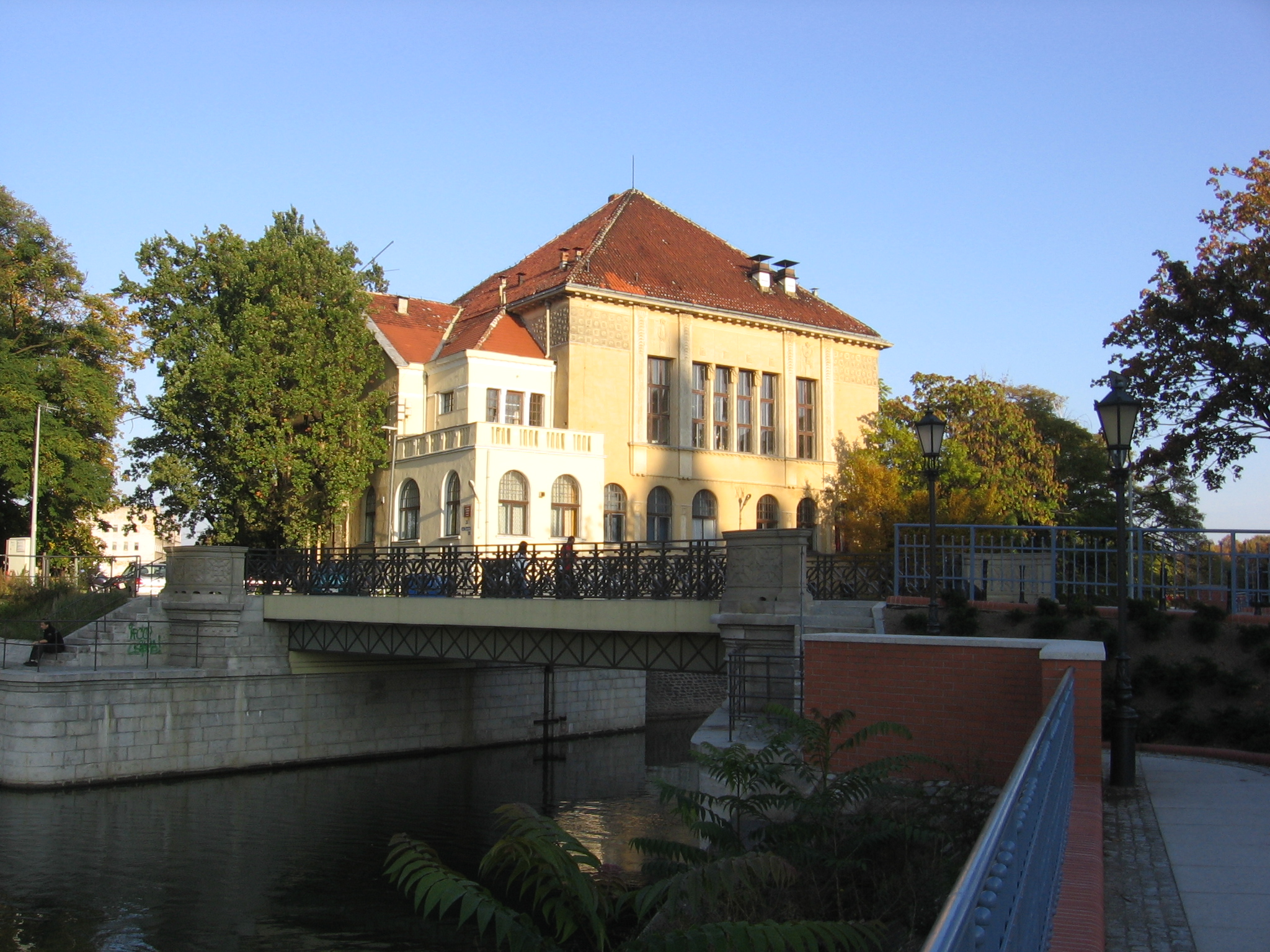
Tamka widziana z ul. Grodzkiej; widoczny most św. Macieja, w głębi dawny budynek Chemii Leków UM

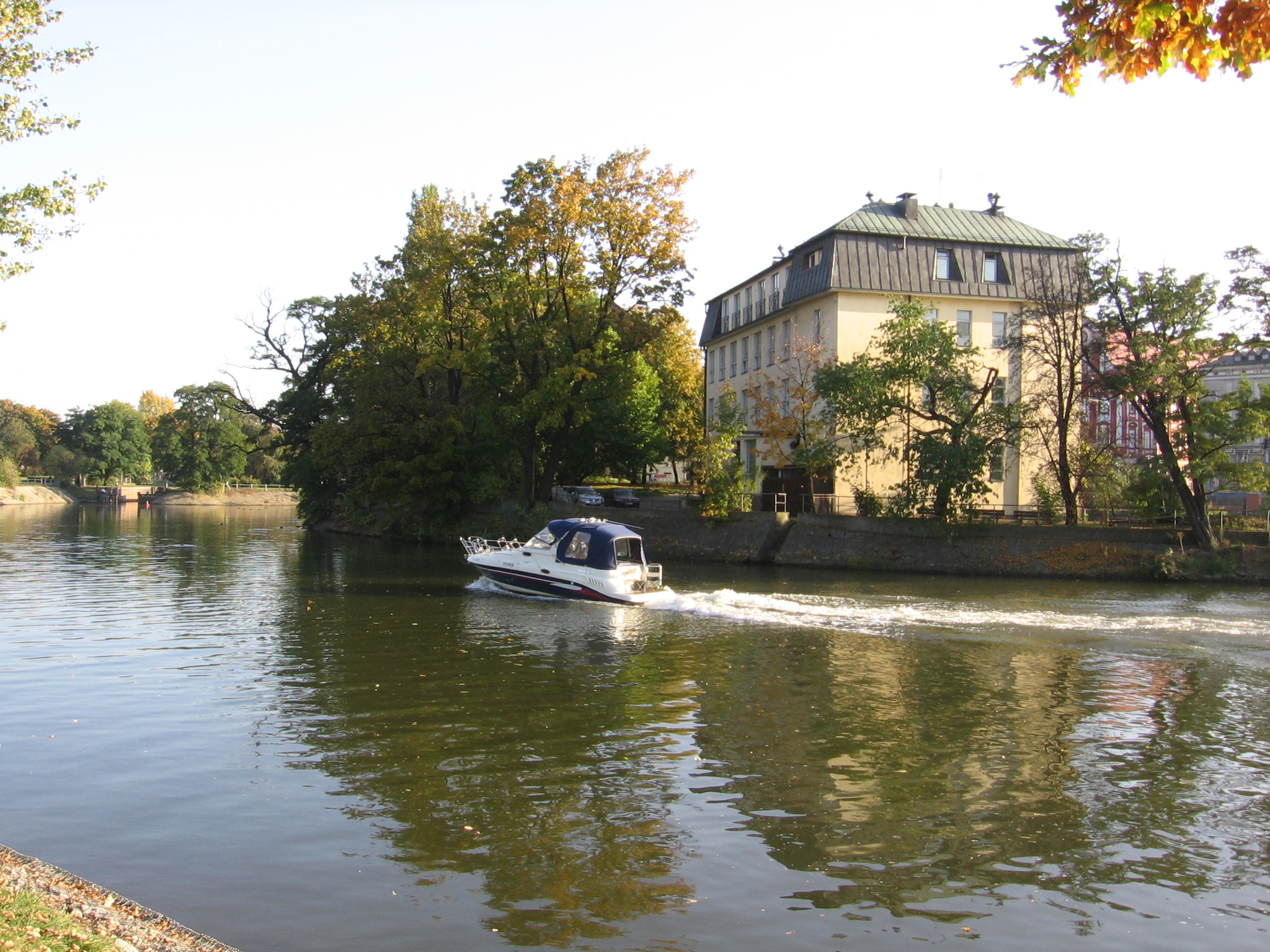
Tamka widziana z Wyspy Słodowej; widoczny były budynek Inst. Biochemii i Biologii Molekularnej UWr

Tamka (inaczej: Wyspa Świętego Macieja, niem. Matthiasinsel, także An der Matthiaskunst) – jedna z najmniejszych wysp odrzańskich (pow. 0,4 ha) we wrocławskim Starym Mieście, położona naprzeciw wylotu ul. Szewskiej na ul. Grodzką biegnącą wzdłuż Odry na jej południowym brzegu, położona w obrębie Śródmiejskiego Węzła Wodnego – Górnego.
W wieku XIII należała do zakonu Krzyżowców z Czerwoną Gwiazdą. Wybudowali oni na tej wyspie młyn św. Macieja, wzmiankowany już w roku 1254, najstarszy młyn w mieście. Później znajdowały się tu już dwa młyny przy obu końcach drewnianego (wówczas) mostu św. Macieja łączącego wyspę z miastem.
W 1539 na miejskim przyczółku mostu św. Macieja zbudowano wodociąg (zwany „Nowym” dla odróżnienia od położonego nieopodal, przy Furcie Młyńskiej i Bramie Odrzańskiej, wodociągu „Starego” albo „Wielkiego”, istniejącego od połowy XIV wieku), przebudowany w 1825. Sama wyspa pozostawała bezimienna aż do XIX wieku.
W latach 1869–1871 wybudowano most na śluzie, a w 1876 rozebrano młyny, tworząc Jaz św. Macieja. W latach 1905–1907 powstał łączący wyspę z południowym brzegiem Odry żelazny most św. Macieja, który funkcjonuje do dzisiaj (ostatni remont przeprowadzono w 1967 roku, a także podczas przebudowy nabrzeża (ul. Grodzkiej) w 2007); obecną nazwę wyspa otrzymała w roku 1945. Na wyspie znajdują się dwa budynki. Pierwszy z nich, zwany niegdyś „klubowym”, został wzniesiony w latach 1906–1908 według projektu berlińskiego architekta Rudolfa Zahna jako siedziba Śląskiego Towarzystwa Kultury Ojczyźnianej (niem. Schlesische Gesellschaft für Vaterländische Kultur). Niegdyś należał on do Katedry i Zakładu Chemii Leków Akademii Medycznej. Obecnie opuszczony i zaniedbany. Drugi, nieco młodszy, po wojnie został odbudowany w latach 70., używany był jeszcze kilka lat temu przez Wydział Biotechnologii Uniwersytetu Wrocławskiego. Dziś pełni funkcję klubowo-biurową, na dole w sezonie letnim mieści się bar, a na wyższych piętrach znajdują się pomieszczenia do wynajęcia.

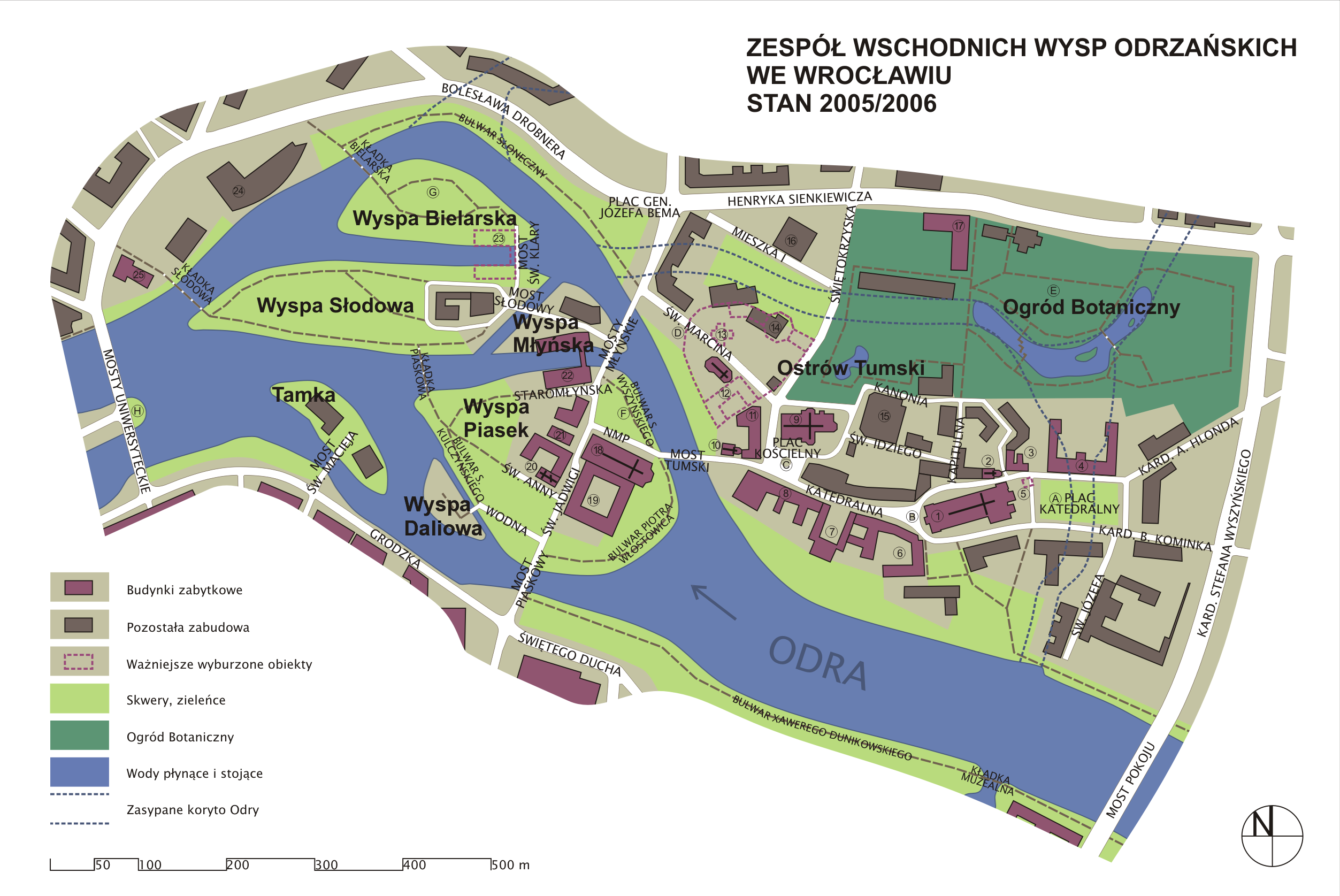
Zespół wysp odrzańskich we Wrocławiu – po lewej Tamka